# ハンバー・セプター
セプター (SCEPTRE)は、クライスラーUKがハンバーのブランドで製造・販売していた自動車である。

## 歴代モデル

### Mk.I (1963 - 1965年)
ヒルマン・スーパーミンクス(1961－1966年)のバッジエンジニアリング版として1963年に登場した。スーパー・スナイプなどの大型ハンバー各車と比較するとややスポーティーな性格付けがなされ、タコメーターやオーバードライブ、前輪ディスクブレーキが標準装備されていた。外観上も後窓がラップアラウンドウィンドーになっていたことで、6ライト式セダンであったスーパーミンクスやシンガー・ヴォーグなどの姉妹車と区別されていた。
初期モデル(マーク1・マーク1a)のフロントグリルは4灯式ヘッドライトとセンターグリルを持つ、ヴォーグとよく似たデザインで、エンジンも同じ1,592ccツインキャブ80馬力であった。ほぼ同型のヴォーグは「Autocar 」誌1966年9月号のテストで最高速度150km/h・0-60mph加速25秒をマークし、当時の水準では活発な動力性能と評価された。

### Mk.II (1965年 - 1967年)
1965年9月、新しい1,725ccシングルキャブ85馬力に改良されたエンジンを搭載するMk.IIがリリースされた。フロント部分のデザインも独自のものとなり、1967年の生産終了までにで11,983台が販売された。
ハンバーセプターのMk IIシリーズは、1966年4月16日付けで発行された「モーターマガジン」誌によると、平均最高速度はおよそ152.5km/h、加速性能は0-60mph(約96.56km/h)で12.5秒、立ち上がり4分の1マイル(およそ402m)の所要時間は19.5秒と記録された。

### Mk.III (1967年 – 1976年)
1967年にスーパーミンクスがハンターにモデルチェンジされると、セプターも新型に移行した。アローシリーズと総称されたこの新型では、フロントサスペンションがマクファーソン・ストラットに改められ、車体も低く幅広い近代的な(ただし没個性的な)デザインとなった。ルーツ・グループはこの年、クライスラーの傘下に入ったが、すでに完成していたアローシリーズの設計にはクライスラーの影響は及んでいない。
シンガー・ヴォーグが1970年に消滅し、シンガーブランドが消滅した後も生産は続行され、1974年10月にはワゴン版も追加された。このワゴンには、ルーフラックやカーペット貼りの荷室、当時の英国車では珍しかった後窓のワイパー・ウォッシャーが装備され、高級な小型エステートカーとして独自の雰囲気を有していた。しかし、次第に経営が苦しくなってきたクライスラー・ヨーロッパ部門の合理化の一環として、セプターはアローシリーズが生産終了する1年前の1975年をもって生産中止となり、ハンバーブランドの終焉となった。

## 日本への輸出
セプターは伊藤忠オートによって1970年頃まで輸入された。小型高級車というジャンルは当時の日本車ではまだ確立されておらず、スーパーミンクス時代には比較的多く輸入された。アローシリーズの時代になると日本車の進歩も著しく、優位性が乏しくなったセプターを含めルーツ系各車は、市場を失っていくことになった。